# Lozère (Berg)
Der knapp 1700 m hohe Mont Lozère (okzitanisch Mont Losera) ist ein hauptsächlich aus Granit bestehendes Bergmassiv im Süden Frankreich. Sein höchster Gipfel ist der Sommet de Finiels; etwas weiter östlich entspringt der Fluss Tarn. Er ist ein Teil des Nationalparks Cevennen.

## Lage
Der etwa 35 km (Luftlinie) südöstlich der Stadt Mende bzw. ca. 88 km nördlich von Montpellier gelegene Berg befindet sich im Südosten sowohl des Massif Central als auch des Départements Lozère, welchem er auch den Namen gegeben hat. Die schmale Straßenverbindung von Le Bleymard nach Le Pont-de-Montvert (D20) führt relativ nahe am Gipfel vorbei.

## Tourismus
Im Sommer dominiert der Wandertourismus, im Winter der Skitourismus, doch insgesamt bietet der Berg eher ruhige und meditative Eindrücke.

## Sonstiges
Im Jahr 1878 durchstreifte der schottische Schriftsteller Robert Louis Stevenson auf seiner Reise mit dem Esel durch die Cevennen auch das Gebiet des Mont Lozère; er übernachtete unter freiem Himmel an seinen Hängen und querte sogar die eher flache Gipfelregion.

## Einzelnachweise

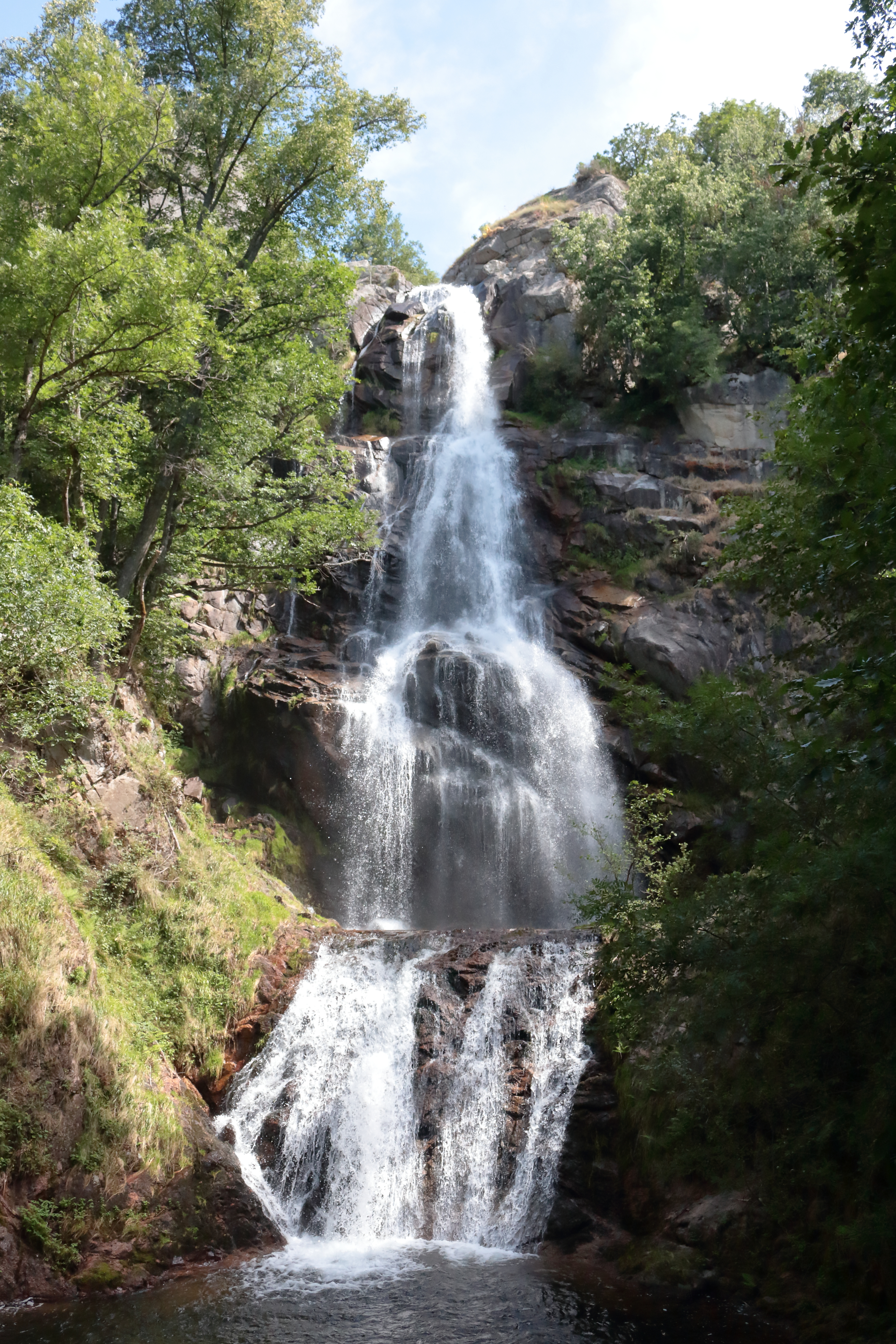
La cascade de Rûnes (58 m hoch) nahe Fraissinet-de-Lozère am Südrand des Berges